# Prisioneros de guerra soviéticos en Finlandia

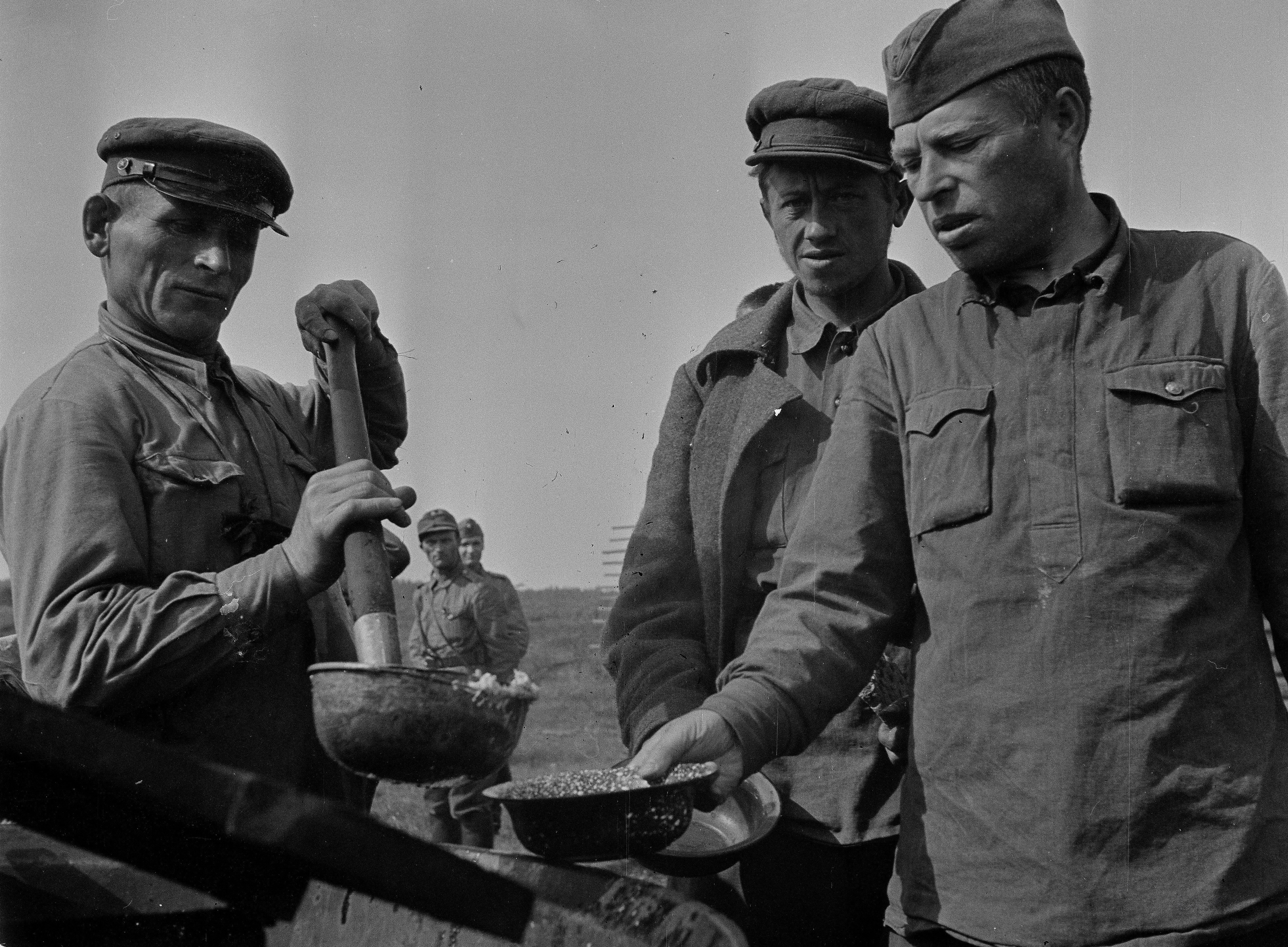
Teniente y teniente del personal del Ejército Rojo en una fila para sopa en el campamento Muujärvi cerca de la carretera Rukajärvi en el distrito de Muyezersky.

Los prisioneros de guerra soviéticos en Finlandia durante la Segunda Guerra Mundial fueron capturados en dos conflictos fino-soviéticos de ese período: la Guerra de Invierno y la Guerra de Continuación. Los finlandeses tomaron alrededor de 5700 prisioneros de guerra durante la Guerra de Invierno, y debido a la corta duración de la guerra sobrevivieron relativamente bien. Sin embargo, durante la guerra de continuación, los finlandeses tomaron 64 000 prisioneros de guerra, de los cuales casi el 30 por ciento murió.

## Guerra de Invierno

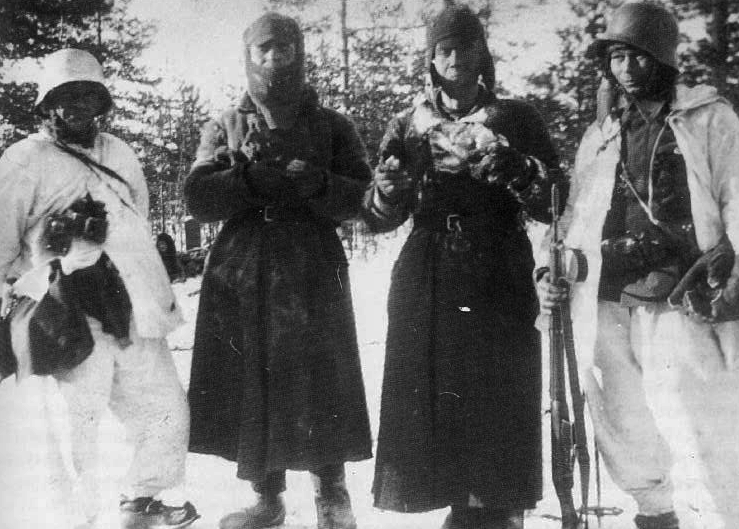
Soldados de caballería finlandeses que custodiaban a dos soldados del Ejército Rojo en Lementti en Ladoga Carelia.

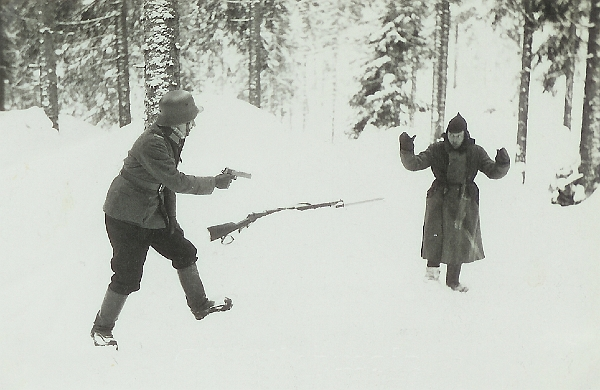
Soldado soviético se rinde a un soldado finlandés durante la Guerra de Continuación. La foto puede haber sido escenificada.

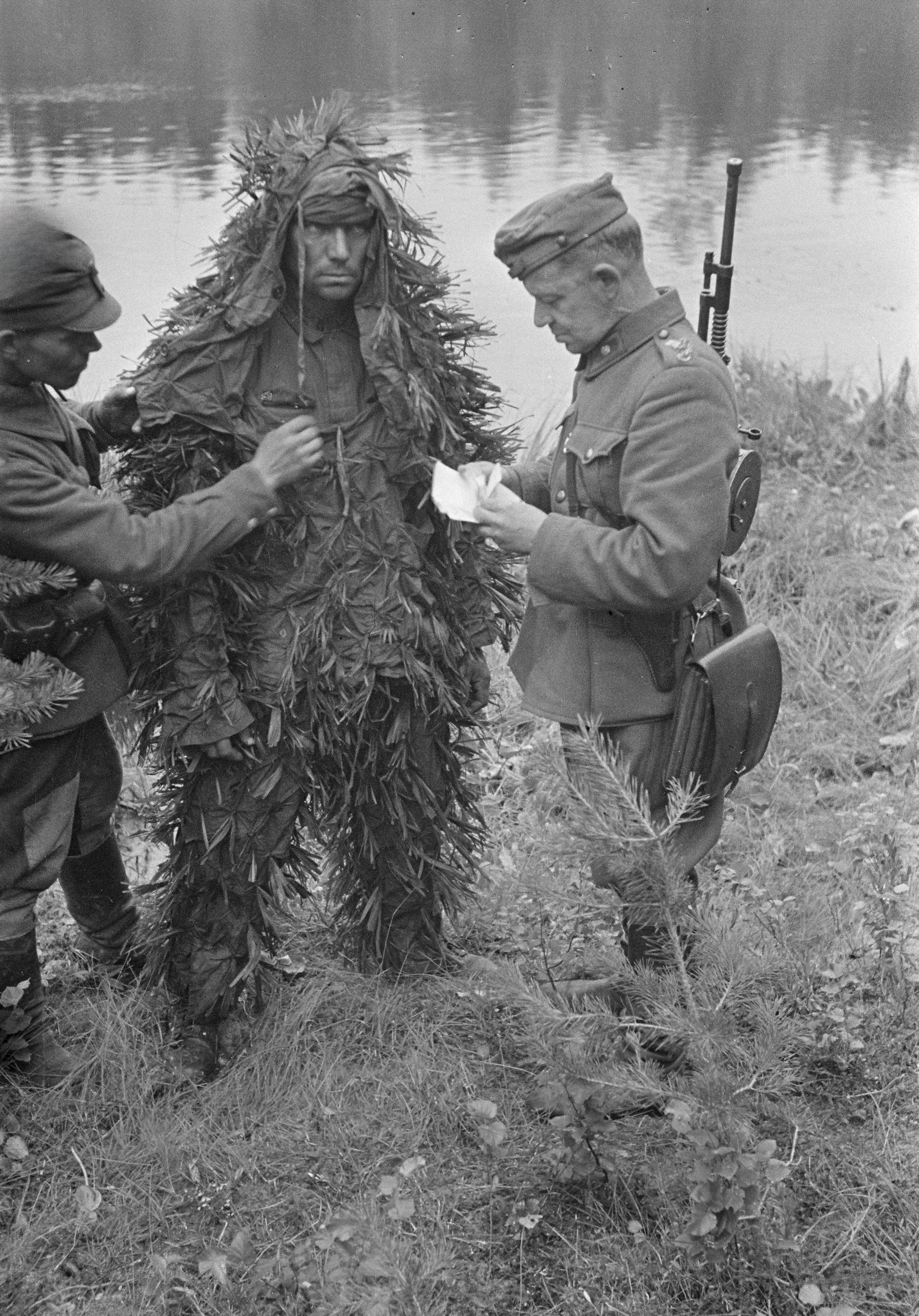
El mayor Martti Aho interroga a un prisionero de guerra soviético camuflado en el distrito de Pryazhinsky.

El número de prisioneros de guerra soviéticos durante la Guerra de Invierno (1939-1940) fue de 5700, de los cuales 135 murieron. La mayoría de ellos fueron capturados en bolsas finlandesas (fueron rodeados) al norte del lago Ládoga. La guerra duró solo 105 días y la mayoría de los prisioneros de guerra fallecidos estaban gravemente heridos o enfermos. Algunos de los prisioneros de guerra, al menos 152 hombres, se alistaron en el llamado Ejército Ruso de Liberación en Finlandia. No se les permitió participar en el combate. Después de la guerra, algunos miembros del Ejército de Liberación lograron escapar a un tercer país.

## Guerra de Continuación

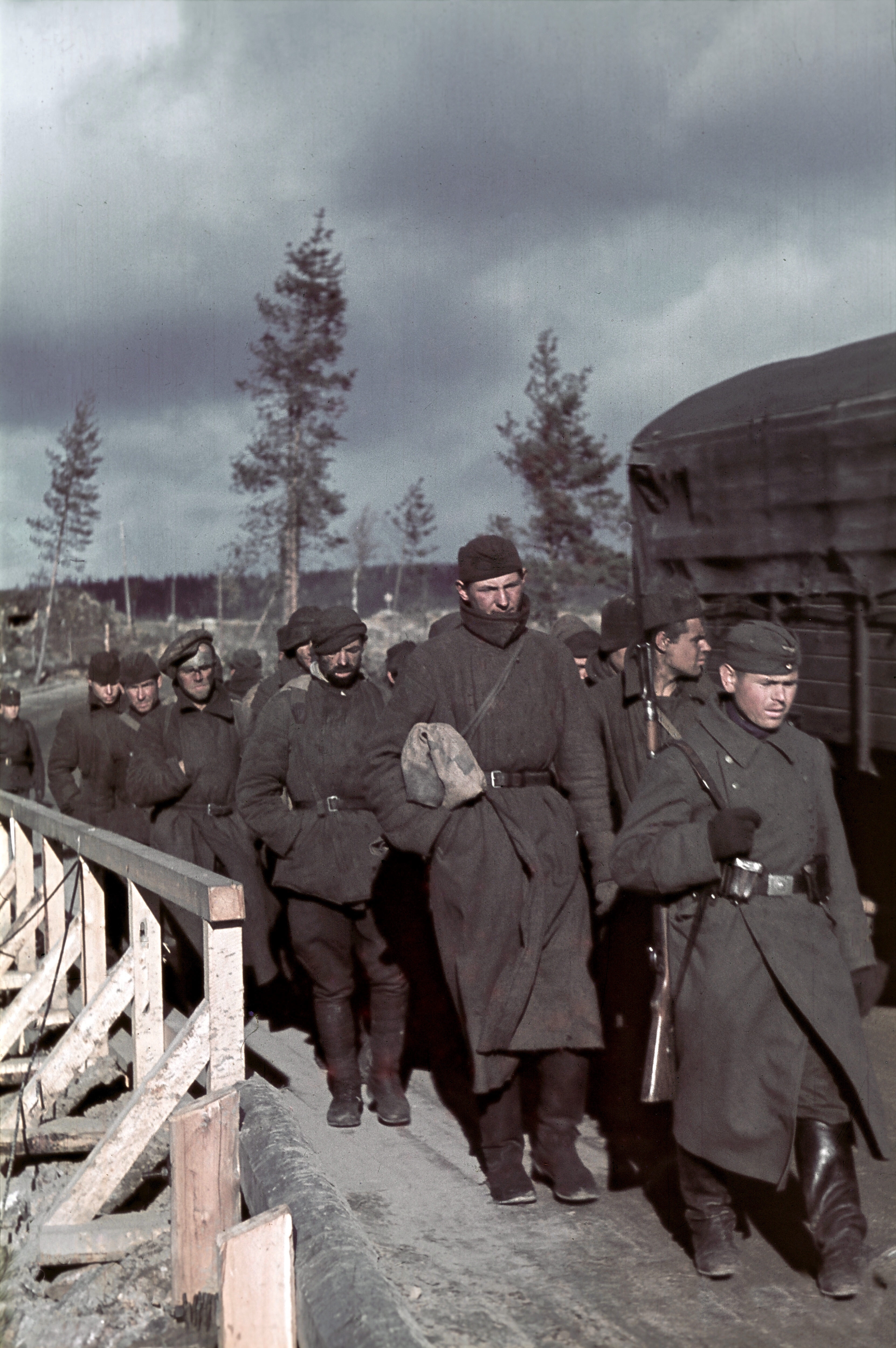
Alakurtti (Salla), Los prisioneros de guerra son llevados a trabajar. / Los rufianes son llevados a trabajar

El número de prisioneros de guerra soviéticos durante la Guerra de Continuación (1941-1944) fue de aproximadamente 64 000. La mayoría de ellos fueron capturados en 1941 (56 000 personas). Los primeros prisioneros de guerra soviéticos fueron capturados en junio de 1941 y se transfirieron a las cárceles de reserva en Karvia, Köyliö, Huittinen y Pelso (una aldea en el municipio moderno de Vaala). Pronto la administración finlandesa se dio cuenta de que el número de prisioneros de guerra era mucho mayor de lo que inicialmente se estimaba, y estableció 32 nuevos campos de prisioneros entre 1941 y 1944. Sin embargo, no se usaron todos al mismo tiempo, ya que los prisioneros de guerra se utilizaron como fuerza de trabajo en diferentes proyectos en todo el país.
Los finlandeses no prestaron mucha atención a las condiciones de vida de los prisioneros de guerra soviéticos al comienzo de la guerra, ya que se esperaba que la guerra fuera de corta duración. La cantidad y calidad del personal del campamento era muy baja, ya que los hombres más calificados estaban en el frente. No fue hasta mediados de 1942 cuando se mejoró la cantidad y la calidad del personal del campamento. Hubo escasez de mano de obra en Finlandia y las autoridades asignaron prisioneros de guerra a trabajos forestales y agrícolas, así como a la construcción de líneas de fortificación. Algunos oficiales soviéticos cooperaron con las autoridades finlandesas y fueron liberados de la prisión al final de la guerra.
Los prisioneros fínicos que fueron capturados en los frentes o transferidos por Alemania fueron separados de otros prisioneros de guerra soviéticos. A fines de 1942, los voluntarios podían unirse al batallón finlandés Heimopataljoona 3, que consistía en pueblos fínicos como carelios, ingrios finlandeses, votios y vepsios.

### Intercambio de prisioneros con Alemania
Entre 2600 y 2800 prisioneros de guerra soviéticos fueron entregados a los alemanes a cambio de aproximadamente 2200 prisioneros de guerra finlandeses en manos de los alemanes. En noviembre de 2003, el Centro Simon Wiesenthal presentó una solicitud oficial a la Presidenta finlandesa, Tarja Halonen, para que las autoridades finlandesas realicen una investigación exhaustiva sobre el intercambio de prisioneros. En el estudio posterior del profesor Heikki Ylikangas resultó que aproximadamente 2000 de los prisioneros intercambiados se unieron al Ejército Ruso de Liberación. El resto, principalmente el ejército y los oficiales políticos, (entre ellos un cálculo basado en el nombre de 74 judíos), muy probablemente perecieron en los campos de concentración nazis.

### Muertes
La mayoría de las muertes entre los prisioneros de guerra soviéticos, 16 136, ocurrieron en el período de diez meses desde diciembre de 1941 hasta septiembre de 1942. Los presos murieron debido a malas condiciones en los campamentos y al escaso suministro de alimentos, refugio, ropa y atención médica. Alrededor de mil prisioneros de guerra, el 5 por ciento del total de muertes, fueron asesinados, principalmente en intentos de fuga. La comida fue especialmente escasa en 1942 en Finlandia debido a una mala cosecha. El castigo por intentos de fuga o violaciones graves de las reglas del campamento incluía el confinamiento solitario y ejecución. De los 64 188 prisioneros de guerra soviéticos, de 18 318 a 19 085 murieron en los campos de prisioneros de guerra finlandeses.
En 1942, el número de muertes de prisioneros tuvo un efecto negativo en la reputación internacional de Finlandia. La administración finlandesa decidió mejorar las condiciones de vida y permitió a los presos trabajar fuera de sus campamentos.
Las hostilidades entre Finlandia y la Unión Soviética cesaron en septiembre de 1944, y los primeros prisioneros de guerra soviéticos fueron entregados a la Unión Soviética el 15 de octubre de 1944. La transferencia se completó el mes siguiente. Algunos de los prisioneros de guerra escaparon durante el transporte, y algunos de ellos no estaban dispuestos a regresar a la Unión Soviética. Además, Finlandia entregó más de 2546 prisioneros de guerra alemanes de la Guerra de Laponia a la Unión Soviética.

### Juicios en Finlandia
Según el Armisticio de Moscú, firmado por Finlandia y los aliados victoriosos, principalmente la Unión Soviética, los finlandeses debían juzgar a los responsables de la guerra y a los que habían cometido crímenes de guerra. La Unión Soviética permitió a Finlandia juzgar a sus propios criminales de guerra, a diferencia de otros países perdedores de la Segunda Guerra Mundial. El parlamento finlandés tuvo que crear leyes retroactivas para los juicios, aunque en el caso de los crímenes de guerra el país ya había firmado la IV Convención de La Haya. En los países aliados victoriosos, los juicios por crímenes de guerra fueron excepcionales, pero Finlandia tuvo que organizar investigaciones y juicios a gran escala, y denunciarlos para la Unión Soviética.
Se presentaron cargos penales contra 1381 miembros del personal del campamento de prisioneros de guerra finlandeses, lo que resultó en 723 condenas y 658 absoluciones. Fueron acusados de 42 asesinatos y 342 otros homicidios. Nueve personas fueron condenadas a cadena perpetua, 17 a prisión de 10 a 15 años, 57 a prisión de cinco a diez años y 447 a prisión de un mes a cinco años. Se impusieron multas o correcciones disciplinarias en 124 casos. Aunque los cargos criminales estaban altamente politizados, algunos cargos por crímenes de guerra ya se presentaban durante la Guerra de Continuación. Sin embargo, la mayoría de ellos no fueron procesados durante la guerra.

## Consecuencias

### Prisioneros de guerra de la Guerra de Invierno devueltos a la Unión Soviética
Después de la Guerra de Invierno, los prisioneros de guerra soviéticos fueron devueltos a la URSS de conformidad con el Tratado de Paz de Moscú. Fueron transportados bajo fuerte vigilancia por el NKVD a campos especiales como presuntos traidores. Los prisioneros fueron interrogados por 50 equipos de investigación de personas. Después de largas investigaciones, alrededor de 500 de los prisioneros fueron declarados culpables de alta traición y sentenciados a muerte. Algunos presos fueron liberados, pero la mayoría de ellos, 4354 hombres, fueron condenados a entre cinco y ocho años en campos de trabajo forzado (Gulag). Esto llevaría a la posterior muerte de algunos de los prisioneros debido a las duras condiciones del campamento.

### Prisioneros de guerra de la Guerra de Continuación devueltos a la Unión Soviética
Después de la Guerra de Continuación, Finlandia entregó a todos los prisioneros de guerra soviéticos y alemanes de acuerdo con el artículo 10 del Armisticio de Moscú. Además, el artículo también estipulaba el regreso de todos los ciudadanos soviéticos que fueron deportados a Finlandia durante la Guerra de Continuación. Esto significaba que Finlandia también tenía que entregar a todos los que se mudaban a Finlandia voluntariamente, así como a aquellos que lucharon en las filas del ejército finlandés contra la Unión Soviética, aunque algunos tenían ciudadanía finlandesa. El regreso a la Unión Soviética fue en muchos casos fatal para estas personas, ya que algunos de ellos fueron ejecutados como traidores en la estación de trenes soviéticos en Víborg y algunos murieron en duras condiciones en Siberia. Después del colapso de la Unión Soviética, se les permitió regresar a Finlandia.
Algunos de los prisioneros de guerra soviéticos cooperaron con los finlandeses durante la guerra. Antes del final de la guerra, se destruyeron todos los archivos finlandeses relacionados, incluidos los documentos de interrogatorio relacionados con prisioneros que cooperaron; y los destinos de estos prisioneros de guerra después de la guerra son inciertos. Algunos de ellos fueron transportados secretamente por personal del ejército finlandés a Suecia y algunos continuaron hasta los Estados Unidos. El prisionero de guerra soviético de mayor rango fue el mayor general Vladimir Kirpichnikov, que regresó a la Unión Soviética. Fue juzgado, declarado culpable de alta traición y ejecutado en 1950.

## Posición legal de los prisioneros de guerra soviéticos
Finlandia había firmado la IV Convención de La Haya de 1907, en 1922 que cubría el tratamiento de los prisioneros de guerra en detalle. Sin embargo, Finlandia anunció que no podía obedecer por completo a la convención ya que la Unión Soviética no había firmado la misma convención. La convención requería la ratificación por ambas partes en las hostilidades antes de entrar en vigencia. Finlandia no firmó el Tercer Convenio de Ginebra, actualizado de 1929, porque entraba en conflicto con algunas cláusulas del derecho penal finlandés. Aunque la Unión Soviética no había firmado la IV Convención de La Haya, la realidad no era clara y ambigua. La ley soviética especificaba que la rendición de un soldado soviético constituía una traición que se castigaba con la muerte o el encarcelamiento y la incautación de la propiedad del soldado.

### Citas
1. ↑  Westerlund (2008), p. 8
2. ↑  Juutilainen & Leskinen (ed.); Manninen, Ohto (1999), p. 812
3. ↑  Juutilainen & Leskinen (ed.); Manninen, Ohto (1999), p. 814
4. ↑  Juutilainen & Leskinen (ed.); Kujansuu, Juha (2005), p. 1036
5. ↑  Juutilainen & Leskinen (ed.); Kujansuu, Juha (2005), p. 1033
6. ↑  Juutilainen & Leskinen (ed.); Kujansuu, Juha (2005), p. 1037
7. ↑  Juutilainen & Leskinen (ed.); Kujansuu, Juha (2005), p. 1038
8. ↑  Juutilainen & Leskinen (ed.); Kujansuu, Juha (2005), p. 1039
9. ↑  «The Simon Wiesenthal Center, press information». Archivado desde el original el 26 de septiembre de 2007. Consultado el 17 de septiembre de 2018.
10. ↑  Jakobson, Max (16 de noviembre de 2003). «Wartime refugees made pawns in cruel diplomatic game». Helsingin Sanomat. Archivado desde el original el 4 de junio de 2011. Consultado el 31 de julio de 2014.
11. 1 2  Ylikangas, Heikki, Heikki Ylikankaan selvitys Valtioneuvoston kanslialle Archivado el 8 de agosto de 2007 en Wayback Machine., Government of Finland
12. ↑  Westerlund (2008), p. 9
13. ↑  Juutilainen & Leskinen (ed.); Kujansuu, Juha (2005), p. 1040
14. ↑  Juutilainen & Leskinen (ed.); Kujansuu, Juha (2005), p. 1041
15. ↑  Kujala (2008), p. 24
16. ↑  Kujala (2008), p. 11
17. ↑  Westerlund (2008), p. 16
18. ↑  Kujala (2008), p. 25
19. ↑  Juutilainen & Leskinen (ed.); Manninen, Ohto (1999), p. 815
20. ↑  Juutilainen & Leskinen (ed.); Kotro, Arto (2005), p. 314
21. ↑  Juutilainen & Leskinen (ed.); Nevalainen, Pekka (2005), p. 117
22. ↑  Juutilainen & Leskinen (ed.); Kujansuu, Juha (2005), p. 1045
23. ↑  Westerlund (2008), p. 555
24. ↑  Kujala (2008), p. 151
25. ↑  Kujala (2008), p. 152
26. ↑  Kujala (2008), p. 154